# 迦太基 (市镇)
迦太基（阿拉伯语：‎，羅馬化：Qarṭāj），突尼斯共和国突尼斯省的一个市镇，得名于境内的迦太基古城遗址，位于首都东北方向15 km。